# Torneo de Reserva 2006-07
El Torneo de Reserva 2006-07 fue la sexagésimo sexta edición del certamen organizado por la Asociación del Fútbol Argentino. Participaron un total de 19 equipos, todos participantes de la Primera División 2006-07.
El certamen no terminó de disputarse, por lo que no hubo campeón.

## Equipos
De los 20 equipos, participaron 19 en la edición ya que Gimnasia y Esgrima de Jujuy desistió:
| Equipo                      | Ciudad       | Estadio                                              |
| --------------------------- | ------------ | ---------------------------------------------------- |
| Argentinos Juniors          | Buenos Aires | Diego Armando Maradona                               |
| Arsenal                     | Sarandí      | Julio Humberto Grondona                              |
| Banfield                    | Banfield     | Florencio Sola                                       |
| Belgrano                    | Córdoba      | Chateau Carreras Julio César Villagra                |
| Boca Juniors                | Buenos Aires | Alberto J. Armando                                   |
| Colón                       | Santa Fe     | Brigadier General Estanislao López                   |
| Estudiantes de La Plata     | La Plata     | Centenario Dr. José Luis Meiszner Ciudad de La Plata |
| Gimnasia y Esgrima La Plata | La Plata     | Juan Carmelo Zerillo Ciudad de La Plata              |
| Godoy Cruz Antonio Tomba    | Godoy Cruz   | Malvinas Argentinas                                  |
| Independiente               | Avellaneda   | Presidente Perón                                     |
| Lanús                       | Lanús        | Ciudad de Lanús                                      |
| Newell's Old Boys           | Rosario      | Coloso del Parque                                    |
| Nueva Chicago               | Buenos Aires | Nueva Chicago                                        |
| Quilmes                     | Quilmes      | Centenario Dr. José Luis Meiszner                    |
| Racing                      | Avellaneda   | Presidente Perón                                     |
| River Plate                 | Buenos Aires | Antonio Vespucio Liberti José Amalfitani             |
| Rosario Central             | Rosario      | Gigante de Arroyito                                  |
| San Lorenzo de Almagro      | Buenos Aires | Pedro Bidegain                                       |
| Vélez Sarsfield             | Buenos Aires | José Amalfitani                                      |

### Distribución geográfica de los equipos
| Región                 | Cant. | Equipos                                                                                                |
| ---------------------- | ----- | --- |
| Ciudad de Buenos Aires | 6     | Argentinos Juniors, Boca Juniors, Nueva Chicago, River Plate, San Lorenzo de Almagro y Vélez Sarsfield |
| Conurbano bonaerense   | 6     | Arsenal, Banfield, Independiente, Lanús, Quilmes y Racing                                              |
| Provincia de Santa Fe  | 3     | Colón, Newell's Old Boys y Rosario Central                                                             |
| Ciudad de La Plata     | 2     | Estudiantes de La Plata y Gimnasia y Esgrima La Plata                                                  |
| Provincia de Córdoba   | 1     | Belgrano                                                                                               |
| Provincia de Mendoza   | 1     | Godoy Cruz Antonio Tomba                                                                               |

## Sistema de disputa
Se llevó a cabo en dos ruedas, por el sistema de todos contra todos, invirtiendo la localía. La tabla final de posiciones del torneo se estableció por acumulación de puntos.

## Tabla de posiciones
| Pos. | Equipo                      | Pts. | J  | DG  | GF |
| ---- | --------------------------- | ---- | -- | --- | -- |
| 1.°  | Godoy Cruz Antonio Tomba    | 64   | 29 | 14  | 32 |
| 2.°  | Boca Juniors                | 45   | 23 | 20  | 46 |
| 3.°  | San Lorenzo de Almagro      | 45   | 30 | 3   | 38 |
| 4.°  | Estudiantes de La Plata     | 44   | 29 | 6   | 35 |
| 5.°  | Vélez Sarsfield             | 43   | 29 | 8   | 38 |
| 6.°  | Newell's Old Boys           | 41   | 31 | -4  | 28 |
| 7.°  | Racing                      | 39   | 26 | 10  | 34 |
| 8.°  | Rosario Central             | 39   | 30 | 4   | 37 |
| 9.°  | River Plate                 | 37   | 24 | 4   | 36 |
| 10.° | Colón                       | 35   | 28 | -4  | 24 |
| 11.° | Belgrano                    | 33   | 26 | -2  | 20 |
| 12.° | Gimnasia y Esgrima La Plata | 32   | 26 | -4  | 20 |
| 13.° | Independiente               | 31   | 28 | -11 | 22 |
| 14.° | Argentinos Juniors          | 28   | 27 | 0   | 37 |
| 15.° | Quilmes                     | 28   | 28 | -13 | 34 |
| 16.° | Lanús                       | 27   | 24 | -6  | 21 |
| 17.° | Banfield                    | 27   | 29 | -13 | 30 |
| 18.° | Arsenal                     | 26   | 26 | -12 | 17 |
| 19.° | Nueva Chicago               | 24   | 27 | -19 | 16 |